# Paul Tupai
Pas d'image ? Cliquez ici

a Compétitions nationales et continentales officielles uniquement.

b Matchs officiels uniquement.
Dernière mise à jour le 2 août 2023.
Paul Tupai, né le 16 septembre 1974 à Rotorua (Nouvelle-Zélande), est un joueur de rugby à XV, ayant représenté l'équipe des Samoa. Il évolue aux postes de troisième ligne aile, troisième ligne centre, deuxième ligne. Il mesure 1,93 m pour 115 kg.

## Carrière

### En club
- 1994-2005 : Bay of Plenty, NPC
- 2006-2008 : Northampton Saints, Premiership
- 2008-2018 : Bedford Blues, RFU Championship

De 1994 et 2005, il dispute la National Provincial Championship avec l’équipe de sa province natale de Bay of Plenty, avec lesquels il joue 115 matchs et remporte le Ranfurly Shield en 2004. En 2006, il rejoint le Championnat d'Angleterre et les Northampton Saints. En 2008, il rejoint les Bedford Blues qui évoluent en RFU Championship,. Il prend sa retraite de joueur en 2018, à l'âge exceptionnellement avancé de 44 ans,.

### En équipe nationale
Il a eu sa première cape internationale le 11 juin 2005, à l’occasion d’un match contre l'équipe d'Australie.

## Palmarès
- 5 sélections avec l'équipe des Samoa
- Sélections par année : 5 en 2005